# Коронація слова — 2012

Логотип конкурсу

Переможці конкурсу «Коронація слова — 2012»

## Номінація «Романи»
- I Премія «Вві сні і наяву, або Дівчинка на кулі» . Ольга Слоньовська (м.Івано-Франківськ)
- II Премія «Необдумана Міловиця». Зінаїда Луценко (смт.Цибулів, Черкаська обл.)
- III Премія «Гра в паралельне читання». Міла Іванцова (м.Київ)

Дипломанти:
- «Гастарбайтерки, або берлінський джайв». Наталка Доляк (м.Вінниця)
- «Не вурдалаки». Світлана Талан (м.Сєвєродонецьк, Луганська обл.)
- «В Темнім Лузі, за Дунаєм». Юрій Коцегуб (смт.Нові Санжари, Полтавська обл.)
- «Крамниця щастя». Анастасія Шевердіна (м.Луганськ)
- «Загублена мама Веселої». Дана Дідковська (м.Київ)
- «Капітан Алоїз». Олександр Гаврош (м.Ужгород)
- «Реф'юджи». Наталка Доляк (м. Вінниця)

## Номінація «Прозові твори для дітей»
- I Премія «Ліга непарних шкарпеток». Галина Вдовиченко (м.Львів)
- I премія «Все починається в тринадцять». Валентин Корнійович Бердт (м.Харків)

Дипломант:
- «Обережно, діти!» Марія Ткачівська (м.Івано-Франківськ)

## Номінація «Кіносценарії»
- I Премія «Джульєтти». Надія Кошман (м.Київ)
- I Премія «Біженка». Наталка Доляк (м.Вінниця)
- II премія «Прапори свободи». Ілля Книш (м.Луганськ)

Дипломанти:
- «Гніздо горлиці». Василь Мельник (м.Чернівці)
- «Одного разу на Дикому Сході». Владислав Івченко (м.Суми)
- «Гульнарá». Геннадій Завгородній (м.Дніпропетровськ)
- «Родом з Городка». Ярослав Яріш (с.Ралівка, Самбірський р-н, Львівська обл.)

## Номінація «Кіносценарії для дітей»
- I Премія «Карпатський кротон». Віктор Андрієнко, Ігор Письменний (Україна, Росія)

Дипломант:
- «Мережина». Лана Ра (м.Київ)

## Номінація «П'єси»
Велика сцена
- I Премія «Кінець епохи вишневих садів». Надія Симчич (м.Київ)
- II Премія «Хліб по воді». Василь Босович (м.Львів)
- III Премія «Житіє Діогена Коринфського і Пінзеля Бучацького». Мирослав Лаюк (м.Київ)

Дипломанти:
- «Алхімія Карла XII, короля Швеції». Олег Миколайчук (м.Київ)
- «Ніч вовків». Олександр Мірошниченко (драматургічний псевдонім Олександр Вітер, м. Київ)
- «Заручники». Василь Трубай (с. Халеп'я, Обухівський р-н, Київська обл.)

## Номінація «П’єси для дітей»
- I Премія «Лісова царівна і Зорегляд». Катерина Цимбаліст (м.Київ)

Дипломанти:
- «Принцеса Фінеса та її друзі». Анна Коршунова (м.Суми)
- «Кольори життя». Катерина Аксьонова (м.Львів)
- «Гора щастя». Неля Шейко-Медведєва (м.Київ)
- «На галявині та в підземеллі». Богдан Мельничук, Галина Шулим (м.Тернопіль)
- «Навчи мене співати». Анна Багряна (м.Київ, Україна та Північна Македонія)

## Номінація «Пісенна лірика»
- I Премія «Колискова сину». Анатолій Матвійчук (м.Київ)
- II Премія «Блюз кавового фусу». Ігор Жук (м.Київ)
- III  Премія «Нез'єднанні». Світлана Дідух-Романенко (м.Бориспіль, Київська обл.)

Дипломанти:
- «Матінко-зозуленько». Любов Васильєва (м.Кременчук, Полтавська обл.)
- «Харакірі». Валентина Гальянова (с.Лука-Мелешківська, Вінницька обл.)
- «Несказані слова». Галина Березюк (м.Радехів, Львівська обл.)
- «А донечка моя уже дівча». Галина Ткач (м.Київ)
- «Спить жінка в мене на плечі». Омелян Мацьопа (с.Шибани, Бережанський р-н, Тернопільська обл.)
- «Музика». Марія Влад (м.Київ)
- «Кохаю». Оксана Ящук (м.Гнівань, Тиврівський р-н, Вінницька обл.)
- «Весільний вальс». Валерій Фурса (м.Миколаїв, Львівська обл.)

## Номінація «Пісенна лірика для дітей»
- I Премія «Рак». В’ячеслав Кукоба (м.Київ)

Дипломанти:
- «Грибочок-господарик». Оксана Радушинська (м.Старокостянтинів, Хмельницька обл.)
- «Веселий Дощик». Наталія Демéрс (м.Київ)
- «Бабин котик». Роман Кусень (м.Львів)

## Спецвідзнаки
- Спеціальна відзнака за найкращий історико-патріотичний твір: «Червоний». Андрій Кокотюха (м.Київ)
- Спеціальна відзнака за твір: «Ти прости мені все горе... Я любив...» Гарольд Бодикін (м.Сімферополь)
- Спеціальна відзнака за унікальність висвітлення героя в документальному фільмі: «Будинок, який побудував Лук'ян».Олександр Рожен (м.Київ)
- Спеціальна відзнака за найкращий твір на тему мандрів і подорожей: «БОТ». Макс Кідрук (м.Київ)
- Спеціальна відзнака за найкращий еротичний твір:«Курва». Христина Лукащук (м.Львів)
- Спеціальна відзнака за ексклюзивний жіночий твір: «Нічниця». Жанна Куява (с.Софіївська Борщагівка, Києво-Святошинський р-н, Київська обл.)
- Спеціальна відзнака від австрійського культурного форуму за твір: «Віртуалка». Ірися Ликович (м.Відень, Австрія)
- Спеціальна відзнака за гумористичний твір:» Казка-притча про Нетака». Олег Чорногуз (м.Київ)
- Спеціальна відзнака за соціально-психологічний твір: «Серце гарпії». Марина Соколян (м.Київ)
- Спеціальна відзнака за гумористичний твір:» Тоталізатор». Олександр Куманський (м.Київ)

## Вибір видавця
- «Хмарочос». Валентин Терлецький (м.Запоріжжя)
- «Кровна мста». Ярослав Яріш (Вибір видавців у конкурсі «Коронація слова – 2012», КСД)
- «Зворотній бік світла». Дара Корній (Вибір видавців у конкурсі «Коронація слова – 2012», КСД)
- «Блукаючий народ». Олександр Гаврош (Вибір видавців у конкурсі «Коронація слова – 2012», Нора-Друк)
- «Пустоцвіт». Олена та Тимур Литовченки (Вибір видавців у конкурсі «Коронація слова – 2012», Фоліо)
- «Олюднені2 . Христина Лукащук (Вибір видавців у конкурсі «Коронація слова – 2012», АРС)